# Connor Jones
Connor Jones, född 16 augusti 1990, är en kanadensisk professionell ishockeyforward som spelar för Västerviks IK i Hockeyallsvenskan.
Han har tidigare spelat på NHL-nivå för New York Islanders och på lägre nivåer för Oklahoma City Barons i AHL, Bakersfield Condors i ECHL och Quinnipiac Bobcats (Quinnipiac University) i NCAA.
Jones blev aldrig draftad av någon NHL-organisation.
Connor Jones är tvillingbror med Kellen Jones, som även han spelar för Västerviks IK.

## Statistik
| 2005–2006   | Beaver Valley Nitehawks | KIJHL       | 5   | 2  | 1  | 3   | 4   | 10 | 1 | 2  | 3  | 6  |
| 2006–2007   | Beaver Valley Nitehawks | KIJHL       | 52  | 26 | 46 | 72  | 156 | 13 | 3 | 4  | 7  | 47 |
|             | Vernon Vipers           | BCHL        | 2   | 1  | 2  | 3   | 2   | 16 | 3 | 6  | 9  | 6  |
| 2007–2008   | Vernon Vipers           | BCHL        | 50  | 24 | 30 | 54  | 50  | 10 | 3 | 9  | 12 | 2  |
| 2008–2009   | Vernon Vipers           | BCHL        | 60  | 19 | 41 | 60  | 49  | 17 | 9 | 9  | 18 | 18 |
| 2009–2010   | Vernon Vipers           | BCHL        | 51  | 36 | 45 | 81  | 40  | 19 | 9 | 11 | 20 | 22 |
| 2010–2011   | Quinnipiac Bobcats      | NCAA        | 39  | 9  | 15 | 24  | 38  | —  | — | —  | —  | —  |
| 2011–2012   | Quinnipiac Bobcats      | NCAA        | 37  | 13 | 28 | 41  | 30  | —  | — | —  | —  | —  |
| 2012–2013   | Quinnipiac Bobcats      | NCAA        | 37  | 12 | 14 | 26  | 41  | —  | — | —  | —  | —  |
| 2013–2014   | Quinnipiac Bobcats      | NCAA        | 40  | 15 | 23 | 38  | 42  | —  | — | —  | —  | —  |
|             | Oklahoma City Barons    | AHL         | 5   | 0  | 0  | 0   | 2   | —  | — | —  | —  | —  |
| 2014–2015   | Oklahoma City Barons    | AHL         | 41  | 4  | 6  | 10  | 31  | 10 | 3 | 0  | 3  | 2  |
|             | Bakersfield Condors     | ECHL        | 27  | 10 | 16 | 26  | 29  | —  | — | —  | —  | —  |
| 2015–2016   | Bridgeport Sound Tigers | AHL         | 51  | 6  | 7  | 13  | 21  | 3  | 0 | 0  | 0  | 0  |
| 2016–2017   | New York Islanders      | NHL         | 4   | 0  | 0  | 0   | 2   | —  | — | —  | —  | —  |
|             | Bridgeport Sound Tigers | AHL         | 58  | 5  | 14 | 19  | 89  | —  | — | —  | —  | —  |
| 2017–2018   | Bridgeport Sound Tigers | AHL         | 68  | 8  | 9  | 17  | 70  | —  | — | —  | —  | —  |
| 2018–2019   | Bridgeport Sound Tigers | AHL         | —   | —  | —  | —   | —   | —  | — | —  | —  | —  |
| NHL totalt  | NHL totalt              | NHL totalt  | 4   | 0  | 0  | 0   | 2   | —  | — | —  | —  | —  |
| AHL totalt  | AHL totalt              | AHL totalt  | 223 | 23 | 36 | 59  | 213 | 13 | 3 | 0  | 3  | 2  |
| NCAA totalt | NCAA totalt             | NCAA totalt | 153 | 49 | 80 | 129 | 151 | —  | — | —  | —  | —  |